# Sujeonggwa
 Sujeonggwa là một đồ uống truyền thống của người Triều Tiên, có vị ngọt, cay và ấm. Nguyên liệu làm sujeonggwa là các loại quả ngọt phơi khô, nhất là quả hồng, và các thứ tạo hương vị như quế, và gừng; hạt thông thường được dùng để trang trí và tạo vị cay. Sujeonggwa có màu đỏ nâu sẫm.
Sujeonggwa thường được dùng tại những dịp đặc biệt như trong tiệc cưới. Ngày nay, thức uống này đã được đóng lon hoặc chai.